# Arctia mediomaculata
Arctia mediomaculata är en fjärilsart som beskrevs av Arnold Spuler 1906. Arctia mediomaculata ingår i släktet Arctia och familjen björnspinnare. Inga underarter finns listade i Catalogue of Life.